# Juan Lozano (arcivescovo)
Juan Lozano (Jumilla, 11 marzo 1610 – 3 luglio 1679) è stato un arcivescovo cattolico spagnolo.

## Biografia
Nacque a Jumilla in Spagna nel 1610.
Proposto da Filippo III, re di Napoli e di Sicilia il 27 agosto 1646, papa Urbano VIII lo nominò vescovo di Tropea il 17 dicembre 1643.
Il 23 luglio 1655 lo stesso re Filippo III lo propose come vescovo di Mazara ma fu nominato da papa Alessandro VII solo il 29 maggio 1656.
Il 4 febbraio 1669 papa Clemente IX lo promosse arcivescovo metropolita di Palermo, incarico che mantenne per otto anni, fino al 26 aprile 1677, quando papa Innocenzo XI lo trasferì alla diocesi di Plasencia lasciandogli però il titolo personale di arcivescovo.
Morì appena due anni dopo, il 3 luglio 1679, all'età di 69 anni.